# Awake (film)
Awake è un film del 2021 diretto da Mark Raso. 

## Trama
Dopo una catastrofe che ha messo fuori uso tutti i dispositivi elettronici, nessuno al mondo riesce a dormire; l'unica eccezione nota è rappresentata da una donna anziana, che viene quindi studiata in una base militare chiamata l'Hub. Gli scienziati sono incapaci di trovare una cura e l'umanità intera rischia l'estinzione per privazione del sonno. La veterana Jill Adams scopre che anche la figlia Matilda è in grado di dormire, così cerca di nasconderla per salvarla dagli esperimenti dei medici. Non riuscendo nell'impresa, finge di voler collaborare alle attività dell'Hub, dove la piccola viene ricoverata e messa sotto osservazione. Nelle seguenti ore, a seguito di crisi dovute alla mancanza di sonno, nella base militare scoppia il caos, che si conclude con una strage a colpi di arma da fuoco. Jill e Matilda riescono a salvarsi ma Noah, l'altro figlio di Jill, muore folgorato dopo aver tagliato un filo elettrico. Tuttavia si risveglia dopo qualche ora asserendo di aver sognato. Matilda capisce che la privazione del sonno non colpisce coloro che sono temporaneamente morti (infatti lei stessa era affogata, mentre la donna anziana era in coma al momento della catastrofe). Annegano quindi la madre per poi risuscitarla.

## Distribuzione
Il film è stato distribuito sulla piattaforma Netflix a partire dal 9 giugno 2021.